# Економско-трговинска школа „Паја Маргановић” Панчево
Економско-трговинска школа „Паја Маргановић” је средња школа основана 17. марта 1959. године. Налази се у Панчеву, у улици Ослобођења 25. Име је добила по Паји Маргановићу, обућарском раднику и једном од седморице секретара СКОЈ-а.

## Историјат
Потреба за школама овог профила датира још од 19. века. Прва школа овог типа у Панчеву је основана 17. марта 1959. године. Маја 1958. године Срески народни одбор у Панчеву је одлучио да се за потребе школовања ученика у привреди, из насељених места Среза, у Панчеву формира Периодична школа ученика у привреди. Одређен је одбор за формирање школе, додељена приземна зграда бивше Тракторске школе, па је школа почеле са радом 1958. године.
Настава се обављала у три смене, које су трајале по три месеца. Ученици су били смештени у средњошколском интернату у граду или су путовали у школу из својих села. Од наставних кадрова, само је троје наставника било у сталном радном односу, док је других двадесет петоро наставника ангажовано хонорарно, из других панчевачких средњих школа. Периодична школа ученика у привреди је образовала ученике за занимања занатлијске струке: текстилце, фризере, грађевинаре, дрво-прерађиваче, металце и електричаре. До реформе образовних установа 1976, уведени су нови смерови, угоститељски и трговински, захваљујући спајању са школом „Борис Кидрич”. Од тада се у школи образују висококвалификовани радници.
После неколико година, школа је променила систем наставе. Прешла је на редовну наставу и добила назив Школа ученика у привреди, а касније Школа за квалификоване раднике Паја Маргановић. Реорганизацијом средњих школа у Панчеву, 1976. је претворена у школу за заједничко средње васпитање и образовање „Паја Маргановић”, са одељењима у Панчеву и истуреним одељењима у Омољици и Опову. Школа је имала укупно 60 одељења, 95 професора у настави и 32 остала радника.
Школске 1983. године реорганизује се у четворогодишњу средњу школу и добија назив Средња школа за образовање кадрова у терцијалним делатностима, робном и новчаном промету „Паја Маргановић”. Ученици првог и другог разреда се образују по заједничким основама, а у трећем и четвртом се опредељују за економску, трговинску, угоститељску и туристичку струку. Реформом школства, у јесен 1987. године, ученици похађају школу по новим плановима и програмима за следећа занимања и струке: економска, биротехничка, трговинска, угоститељска и занатска (кројачи мушке и женске одеће).
Од 1988. до 2006. године ученици су у првом разреду вршили избор занимања, у који су укључени и стручни предмети. Трансформација школа значила је враћање на средње стручне школе и гимназију, а извршене су и бројне измене у наставним плановима и програмима. Ове промене биле су условљене распадом СФРЈ и стварањем СРЈ. Неки предмети су укинути, а други уведени. Значајне промене извршене су у настави историје, географије, језика и књижевности. Идејно усмерени предмет Марксизам и социјалистичко управљање, који је у усмереном образовању изучаван све четири године, укинут је 1991. године, а заменили су га Основи филозофије, Логика и Социологија. Предмет Одбрана и заштита, укинут је 1994. године. Укинути су и предмети Економика СФРЈ и Друштвено уређење.

## Смерови
Тренутно поседује следеће образовне профиле:
- Подручје рада: Трговина, угоститељство и туризам
  - Туристичко-хотелијерски техничар — четворогодишње образовање
  - Трговац — трогодишње образовање
  - Кувар — трогодишње образовање
  - Конобар— трогодишње образовање
  - Посластичар — трогодишње образовање
- Подручје рада: Економија, право и администрација
  - Економски техничар — четворогодишње образовање
  - Правно-пословни техничар — четворогодишње образовање

## Галерија
- Табла са натписом.
- Двориште школе.
- Споменик Паје Маргановића у дворишту школе.
- Двориште школе.